# Ornithostoma
Ornithostoma is een geslacht van uitgestorven pterosauriërs behorend tot de Pterodactyloidea dat leefde tijdens het Vroeg-Krijt in het gebied van het huidige Engeland.

## Vondst en naamgeving
De Britse paleontoloog Harry Govier Seeley, die in het kader van het samenstellen van een catalogus van de fossielen van het Sedgwick Museum te Cambridge een studie verrichtte naar de fragmentarische pterosauriërfossielen die waren gevonden in het Albien van de Cambridge Greensand, wees in 1869 drie kaakfragmenten uit het Cenomanien, in 1859 door Richard Owen toegeschreven aan Pterodactylus sedgwickii en Pterodactylus fittoni, toe aan een Ornithocheirus simus, eerder, in 1861, door Owen benoemd als Pterodactylus simus. Seeley merkte in januari 1871 op dat hij zich vergist had: hij had per abuis de tandeloze kaakfragmenten in verband gebracht met een vorm die wel tanden bezat. De naam Ornithocheirus moest nu noodgedwongen verbonden blijven met het gros van de andere pterosauriërvondsten, waarvoor hij nu een groot aantal ornithocheirussoorten benoemde. De drie kaakfragmenten waren echter zeer afwijkend. Ze kenmerkten zich door een spitse tandeloze snuit. Voor deze benoemde hij, 'voorlopig', het aparte geslacht Ornithostoma, 'vogelbek' vanuit het Klassiek Griekse ὄρνις, ornis, 'vogel', en στόμα, stoma, 'mond'. Seeley combineerde de geslachtsnaam niet met de soortaanduidingen 'sedgwickii en 'fittoni' omdat het materiaal afweek van de holotypen van P. sedgwickii en P. fittoni (welke hij zou hernoemen tot Ornithocheirus sedgwickii en O. fittoni) en kennelijk door Owen foutief waren toegewezen — een ervan was door hem zelfs aangezien als een stuk middenhandsbeen.

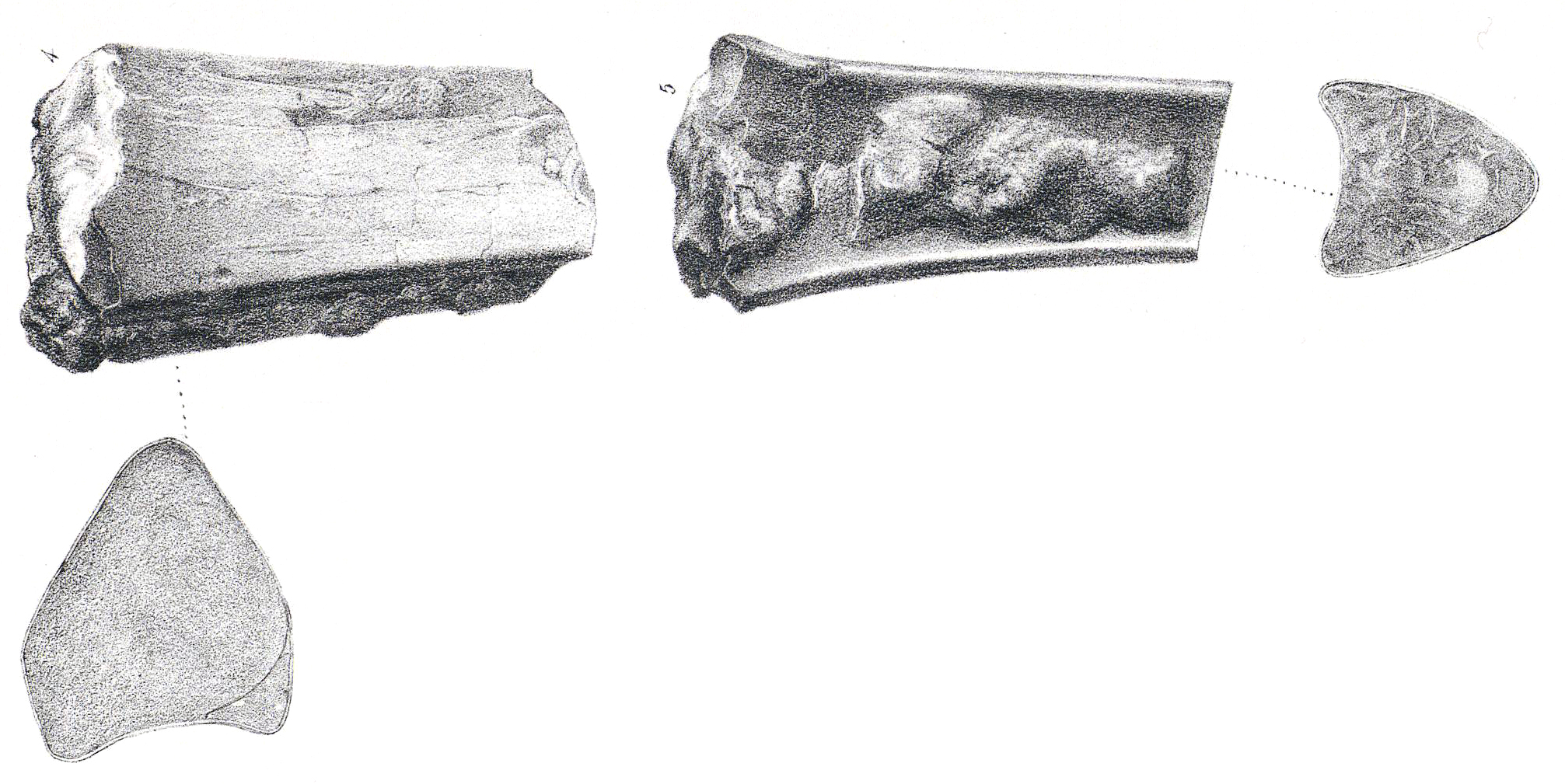
CAMSM B.54485 zoals afgebeeld en fout geïdentificeerd als stukken van een vleugelvinger in Owen (1859)

In 1891 merkte Seeley op dat het materiaal erg leek op dat van de veel beter bekende Amerikaanse soort Pteranodon en stelde dat zijn geslacht prioriteit had als een Ornithostoma sedgwicki. Meteen stelde hij ook een genolectotype vast, het holotype van deze nieuwe typesoort: CAMSM B.54485. hij verwees daarbij ook naar delen van een bekken. Onafhankelijk hiervan concludeerde ook de Amerikaan Samuel Wendell Williston in 1893 tot een identiteit maar nam als holotype dat van Pteranodon ingens. Dat zou betekenen dat Pteranodon als jonger synoniem voortaan Ornithostoma zou moeten heten, volgens Williston dus O. ingens. Het volgende jaar echter stelde Richard Lydekker dat de gelijkstelling onzeker was en benoemde als tweede een typesoort voor Ornithostoma: O. seeleyi waarvan de soortaanduiding vanzelfsprekend Seeley eert. Deze laatste soort uit 1894 zou veel bekender worden en lang als de geldige beschouwd worden. In feite is het echter maar de vraag of beide namen geen nomina nuda zijn omdat ze niet eenduidig naar een holotype verwijzen. Ook Felix Plieninger stelde in 1901 dat Ornithostoma niet identiek is aan Pteranodon.
In 1914 werd het materiaal opnieuw onderzocht door Reginald Walter Hooley. Hooley wees nu ook een achterhoofd met schedelkambasis aan Ornithostoma toe, specimen CAMSM B.54406, en verder halswervels en delen van de ledematen. De bekkenfragmenten van Seeley zag hij, vermoedelijk ten onrechte, als een deel van een schoudergordel, het notarium.
In 1994 concludeerde Christopher Bennett dat de kaken van Ornithostoma de harde opstaande randen missen die kenmerkend zijn voor Pteranodon en dus de gelijkstelling tussen het Engelse en Amerikaanse materiaal afgewezen moest worden — maar ook dat Ornithostoma op zich een nomen dubium was. Niet iedere onderzoeker is het daar mee eens: David Unwin bijvoorbeeld blijft het als een valide genus beschouwen maar beperkte in 2001 het materiaal weer tot de oorspronkelijke drie fragmenten plus wellicht CAMSM B.54406. De door Hooley toegewezen andere delen zag Unwin als behorend tot Lonchodectes. Dat laatste werd in 2012 weersproken door Alexander Averianov die verschillende postcrania — halswervels CAMSM B.54394 en CAMSM B.54493; rechteropperarmbeenderen CAMSM B.54081 en BMNH 35413; en rechterdijbeen CAMSM B.54262 — combineerde met het genolectotype.
In 1914 benoemde de Russische bioloog Nikolai Nikolaewitsj Bogoloebow een bij Saratov gevonden grote halswervel als Ornithostoma orientalis. In 1991 werd de soortaanduiding door George Olshevsky verbeterd in het onzijdige orientale. In 1989 kreeg de vondst door Lev Nesov de eigen geslachtsnaam Bogolubovia wat de soortnaam Bogolubovia orientalis zou maken.

## Beschrijving
Als Ornithostoma niet gelijk is aan Pteranodon is het in ieder geval een vrij grote en tandeloze pterosauriër. Het enige element dat met zekerheid tot de soort behoort, het lectotype, is een stuk van de snuit met een lengte van ongeveer vijf centimeter. Het heeft een driehoekige doorsnede en is ruwweg een duim hoog. De zijkanten zijn licht bol, de onderkant is licht hol met iets opstaande randen die tandeloos zijn. De afgeronde bovenkant toont geen sporen van een snuitkam. De bovenkant helt geleidelijk onder een hoek van 12° naar voren toe omlaag. Als die hellingshoek tot aan de snuitpunt werd gehandhaafd zou die ongeveer tien centimeter vóór de gebroken rand van het fragment hebben gelegen. Het achterhoofdfragment CAMSM B.54406, waarvoor geen bewijs bestaat dat het iets met het lectotype van doen heeft, toont de hoge basis van een schuin naar achteren gerichte grote kam, net als bij sommige exemplaren van Pteranodon.

## Fylogenie
Het materiaal uit Engeland is, hoewel wellicht niet voldoende om een onderscheiding te maken met andere soorten, volgens Unwin van dieren die tot de Pteranodontidae behoorden. Williston benoemde in 1893 nog een familie Ornithostomatidae en in 1897 zelfs een onderfamilie Ornithostomatinae; beide begrippen worden niet meer gebruikt. De onduidelijke eigenschappen hebben ertoe geleid dat andere fragmentarische pteranodontide resten aan een niet nader bepaalde Ornithostoma sp.[ecies] werden toegeschreven. Averianov schreef in 2012 de soort toe aan de Azhdarchoidea; het door hem toegewezen materiaal was echter niet onafhankelijk van deze hypothese geselecteerd maar juist op het criterium of het azhdarchoïde kenmerken toonde. Hij heeft dus uit de veelheid van Engelse pterosauriërfossielen uit het Onder-Krijt een azhdarchoïde in elkaar gezet. Een studie uit 2020 naar het holotype echter, bevestigde dat de soort tot de Azhdarchoidea behoorde.